# Ру, Мишель (младший)
Мишель Альбер Ру, известен как Мишель Ру младший (род. 23 мая 1960 года в Пембури) — британский шеф-повар и ресторатор французского происхождения. Представитель семьи Ру.

## Биография
Ру родился в селе Пембури, графство Кент, в семье известного ресторатора Альбера Ру. С детства он приобщался к семейному делу. С 1979 до 1980 года работал в ресторане Le Gavroche под руководством своего отца. После этого с 1980 до 1982 года проходил стажировку в отеле-ресторане Алена Шапеля в Мьонне (Рона — Альпы, вблизи Лиона, Франция). После этого с 1982 по 1983 год проходил военную службу в Елисейском дворце во времена президентов Валери Жискара д’Эстена и Франсуа Миттерана.
По окончании службы два месяца работал в заведении деликатесов Жерара Моту в Сен-Манде, потом ещё два месяца в мясном магазине Ламартина на улице Виктора Гюго. По возвращении в Лондон в 1983 году Мишель Ру изучал бухгалтерский учёт в Finlay Robertson. Затем он работал шеф-поваром в ресторане La Tante Claire, который принадлежит Пьеру Кофману, а с октября по декабрь 1983 года — в отеле Mandarin Oriental, Гонконг. С 1985 до 1990 года Мишель Ру работал в ресторанах братьев Ру Le Gavroche и The Waterside Inn. В 1993 году его отец — Альбер Ру — отошёл от дел. С этого времени и до сих пор Мишель Ру младший возглавляет ресторан Le Gavroche. С 2003 года Мишель Ру консультирует Walbrook club, а также Compass Group. В то же время Мишель Ру младший написал несколько книг по поварскому искусству. Gourmand World Cookbook Awards признала его книгу «Соответствие пищи и вина» лучшей в своей тематике. Ру также часто выступает на телевидении как кулинарный эксперт.

## Книги
- Le Gavroche Cookbook (2001), London: W&N (Orion), ISBN 978-0-304-35573-0
- The Marathon Chef: Food for Getting Fit (2003), London: W&N (Orion), ISBN 978-0-297-84309-2
- Le Gavroche Cookbook: Ten Recipes from One of the World’s Great Restaurants (2005), London: Phoenix, ISBN 978-0-297-84392-4
- Matching Food And Wine: Classic And Not So Classic Combinations (2005), London: W&N (Orion), ISBN 978-0-297-84379-5
- Michel Roux: A Life In The Kitchen (2009), London: W&N (Orion), ISBN 978-0-297-84482-2
- Cooking with The Master Chef: Food For Your Family & Friends (2010), London: W&N (Orion), ISBN 978-0-297-86309-0